# Ghesquierellana
Ghesquierellana là một chi bướm đêm thuộc họ Crambidae.

## Các loài
- Ghesquierellana hirtusalis (Walker, 1859)
- Ghesquierellana johnstoni (Tams, 1941)
- Ghesquierellana phialusalis (Walker, 1859)
- Ghesquierellana tessellalis (Gaede, 1917)
- Ghesquierellana thaumasia Munroe, 1959